# GIRD-X
GIRD-Xはソビエトの反動推進研究グループのセルゲイ・コロリョフの監督下で開発された最初の液体燃料ロケットである。フリードリッヒ・ザンデルによって初期の研究が行われた。ロケットエンジン10を搭載した。